# 古銅鈣無粒隕石

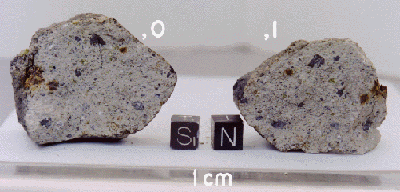
橫斷面大約5公分的古銅鈣無粒隕石QUE94200，發現地點是南極洲的愛麗珊德拉皇后山脊。

古銅鈣無粒隕石是起源於小行星灶神星表面的無粒隕石的石隕石，是HED隕石群的子群。已知的這種隕石大約有50顆不同的成員。
它們是風化的角礫岩，主要的組成成份是鈣長輝長無粒隕石和古銅無球隕石的碎片，儘管含碳的隕石球粒和撞擊熔體也可以產生。由撞擊噴出物形成的岩石會被稍後新的撞擊和來自覆蓋層壓力的岩化作用覆蓋掉。由於不缺乏大氣層對物體的風化，在地球上沒有發現風化的角礫岩。
古銅鈣無粒隕石是以愛德華·霍華德(Edward Howard)的名字命名，他是隕石學的先驅。
古銅鈣無粒隕石和複礦碎屑岩鈣長輝長無粒隕石的一個隨意的界線是9:1比率的鈣長輝長無粒隕石到古銅無球隕石的碎片。

## 外部連結
- Howardite images （页面存档备份，存于） - Meteorites Australia